# Парциці
Парциці (пол. Parcice) — село в Польщі, у гміні Частари Верушовського повіту Лодзинського воєводства.
Населення — 579 осіб (2011).
У 1975-1998 роках село належало до Каліського воєводства.

## Демографія
Демографічна структура станом на 31 березня 2011 року:
|          | Загалом | Допрацездатний вік | Працездатний вік | Постпрацездатний вік |
| -------- | ------- | ------------------ | ---------------- | -------------------- |
| Чоловіки | 280     | 59                 | 190              | 31                   |
| Жінки    | 299     | 70                 | 149              | 80                   |
| Разом    | 579     | 129                | 339              | 111                  |